# Caverna do Chapéu
Caverna do Chapéu é uma caverna pertencente ao PETAR, localizado na cidade de Apiaí, ambas são consideradas Sítio da Geodiversidade de Relevância Nacional. 
O nome da gruta "Chapéu" vem do formato de um enorme bloco granítico que se encontra assentado sobre calcário lapiezado denominado Pedra do Chapéu, antiga referência do caminho utilizado por tropeiros que passavam pelo atual núcleo Caboclos.

## Caracterização
Caverna do Chapéu tem 300 m de extensão e 5 m de desnível. Ela possui um circuito fechado (entrada e saída pela mesma boca) de visitação com cerca de 200 m, apresentando pequenos ramais laterais. O circuito se inicia com um teto baixo logo na entrada, porém o restante não apresenta dificuldades ao caminhamento. Logo, o principal atrativo desta caverna é espeleológico, tendo como suas principais funções o viés educacional, recreativo, turístico, de interesse estético e ecológico 

## Histórico
Caverna foi descrita pelo naturalista alemão Ricardo Krone no início do século XX. O local pertencia à Fazenda do Estado de São Paulo, mas foi desapropriado pela em 1910 e passado à administração do Instituto Geográfico e Geológico (IGG), os quais foram responsáveis por realizar diversas atividades no núcleo Caboclos, tais como estudos e registro de cavernas da região, organização das de atividades de uso público. Esses dados foram utilizados na proposta que resultou na criação do PETAR. 
No início dos anos de 1980, quando o Parque foi efetivamente implantado, a caverna começou a receber visitação mais regular, com aumento significativo a partir da segunda metade dos anos 1990. Nesse período houve implantação da Trilha do Chapéu (roteiro das cavernas Chapéu, Chapéu Mirim I e II e Aranhas), com construção de degraus, pontes e placas de sinalização e informativas (estudo do meio). Apesar disso, o Núcleo Caboclos continua a ter menos visitação que o Santana.